# Ajahn Sumedho
Ajahn Sumedho detto Luang Por Sumedho (Seattle, 27 luglio 1934) è un monaco buddhista statunitense.
Luang Por Ajahn Sumedho (อาจารย์สุเมโธ), nato negli Stati Uniti come Robert Jackman, è il monaco anziano che rappresenta in Occidente la tradizione thailandese dei Monaci della foresta del Buddhismo Theravada. È stato abate del monastero di Amaravati, in Inghilterra, dalla fondazione nel 1984, fino al giorno del suo ritiro nel 2010. Luang Por significa Venerabile Padre (หลวงพ่อ), ed è un titolo onorifico e un attestato di affetto in lingua thai. Ajahn significa maestro. È stato monaco: bhikkhu per quarantacinque anni ed è considerato una figura di riferimento per la diffusione del buddhismo theravada in Occidente.

## Biografia
Nato come Robert Jackman a Seattle, stato di Washington, nel 1934., a partire dall'età di 18 anni ha fatto il servizio militare per quattro anni nella Marina statunitense, prendendo parte alla Guerra di Corea. Si è laureato in studi sull'Estremo Oriente con un Master in studi sull'Asia meridionale alla University of California nel 1963, a Berkeley. Dopo un anno come assistente sociale con la Croce Rossa, Jackman ha prestato servizio nei Peace Corps nel Borneo tra il 1964-1966 insegnando inglese. Nel 1966 è diventato un novizio o samanera a Wat Sri Saket in Nong Khai, in un'area rurale a nord est della Thailandia. Ha preso i voti da bhikkhu nel maggio dell'anno successivo.
Dal 1967-77 è stato al Wat Nong Pa Pong, con Ajahn Chah. Nel 1975 ha contribuito a creare il monastero internazionale Wat Pa Nanachat, nei pressi di Ubon di cui è poi divenuto abate. Fondato da Ajahn Chah, il monastero è a tutt'oggi il monastero internazionale in cui vengono formati i monaci non thailandesi. Nel 1977, Ajahn Sumedho accompagnato Ajahn Chah venne in visita in Inghilterra. Dopo aver constatato che esisteva un vivo interesse per Buddismo tra gli occidentali, Ajahn Chah ha incoraggiato Ajahn Sumedho a rimanere in Inghilterra al fine di stabilire un monastero nel Regno Unito. Questo primo monastero è Cittaviveka, nel West Sussex.
Ad Ajahn Sumedho è stata concessa l'autorità di ordinare altri monaci, subito dopo aver fondato il monastero a Chithurst. In seguito ha fondato un lignaggio di monache, basato sui dieci precetti: "Siladhara".
Fino al suo ritiro è stato l'abate di Amaravati nei pressi di Hemel Hempstead in Inghilterra, istituito nel 1984. Amaravati è parte della rete di monasteri e centri buddisti nel lignaggio di Ajahn Chah, che si estende in Thailandia, Nuova Zelanda, Australia, Europa, Canada e negli Stati Uniti.
Il ritiro di Ajahn Sumedho è stato annunciato nel febbraio del 2010, nel novembre dello stesso anno, ha lasciato definitivamente l'incarico di abate. Il suo successore è il monaco inglese Ajahn Amaro, fino a quel momento co-abate di Abhayagiri, in California nella Redwood Valley.. Ajahn Sumedho ora vive nel monastero di Amaravati.

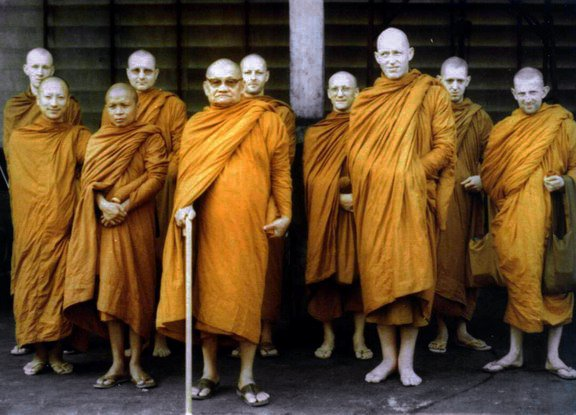
Con Ajahn Chah nei primi anni dell'ordinazione in Thailandia (in prima fila a destra)

## Insegnamenti
Ajahn Sumedho è una figura di primo piano nella Tradizione della Foresta thailandese. È noto per uno stile di insegnamento diretto e pratico. Nei suoi discorsi egli sottolinea la qualità intuitiva della consapevolezza e l'integrazione di questo tipo di consapevolezza nella vita quotidiana. Come la maggior parte degli insegnanti della tradizione della foresta, Ajahn Sumedho tende ad evitare astrazioni intellettuali sulla dottrina buddhista e si concentra quasi esclusivamente sulle loro applicazioni pratiche, vale a dire lo sviluppo di saggezza e compassione nella vita quotidiana. Il suo consiglio più consistente può essere parafrasato: "vedere le cose nel modo in cui sono in realtà", piuttosto che il modo in cui si desidera o non si desidera che siano ("In questo momento, è così ..."). Suggerisce spesso agli ascoltatori di praticare per sperimentare personalmente gli effetti della meditazione. Gli studenti notano che - nei suoi colloqui sulla pratica di meditazione - Luang Por Sumedho impegna i suoi ascoltatori con un senso dell'umorismo spesso intessuto di aneddoti divertenti, tratti dalle sue esperienze di monaco e dalle sue esperienze di vita ("Everything belongs": "Tutto appartiene").

## Il suono del silenzio
Una tecnica di meditazione insegnata e utilizzata da Ajahn Sumedho è "The Sound of Silence" - "Il suono del silenzio".. Parla a lungo di questa tecnica in uno dei suoi libri dal titolo "The Way It Is". Ajahn Sumedho ha detto di essere stato direttamente influenzato dal libro di Edward Salim Michael: "The way of inner vigilance" (ripubblicato nel 2010 con il nuovo titolo: "La legge dell'attenzione", di cui Ajahn Sumedho ha scritto la prefazione).
Sound of Silence è anche il titolo di uno dei libri di Ajahn Sumedho (pubblicato dalla Wisdom nel 2007) e tradotto in italiano da L. Baglioni nel 2008 (Editore Astrolabio Ubaldini, collana Civiltà dell'Oriente).

## Pubblicazioni

### Libri in inglese
- Don't Take Your Life Personally - (Buddhist Publishing Group, agosto 2010), lingua: Inglese, ISBN 978-0-946672-31-8
- The Mind and the Way: Buddhist Reflections on Life (Wisdom Publications, 9 gennaio 1994), Lingua: inglese, ISBN 978-0-86171-081-2
- The Sound of Silence: The Selected Teachings of Ajahn Sumedho - (Wisdom Publications, 26 giugno 2007), Lingua: inglese, ISBN 978-0-86171-515-2
- Teachings of a Buddhist Monk -(Buddhist Publishing Group, 1º dicembre 2000), Lingua: inglese, ISBN 978-0-946672-23-3
- Intuitive Awareness - (Amaravati Publications, 2004), lingua: inglese, ISBN 978-1-870205-17-7
- Mindfulness, the path to the deathless: The meditation teaching of Venerable Ajahn Sumedho - (Amaravati Publications, 1987), Lingua: inglese, ISBN 978-1-870205-01-6
- The Way It Is - (Amaravati Publications, 1991), lingua: inglese, ISBN 978-1-870205-11-5
- Dancing With Life: Buddhist insights for finding meaning and joy in the face of suffering (Prefazione) - (Rodale Books, 27 marzo 2012), Lingua: inglese, ISBN 978-1-60529-824-5
- Cittaviveka Teachings from the Silent Mind - (Amaravati Publications, 1992), ISBN 1-870205-02-2
- The First Discourse of the Buddha - (Wisdom Publications, 15 giugno 1997), lingua: inglese, ISBN 978-0-86171-104-8
- Now Is the Knowing - (Amaravati Publications, 1996), ISBN 978-1-870205-05-4
- Peace and Kindness - (Amaravati Publications, 1990), lingua: inglese, ISBN 978-1-870205-06-1
- Gratitude to Parents - (Amaravati Publications, 1998).

### Libri in italiano
- Consapevolezza intuitiva, Astrolabio-Ubaldini, Astrolabio-Ubaldini, collana: Civiltà dell'Oriente, pp. 156. ISBN 978-88-340-1465-3
- Così com'è - Discorsi sul 'lasciar andare' e sul "non sé": collana: Civiltà dell'Oriente, pp. 192. ISBN 978-88-340-1154-6
- Il suono del silenzio, Astrolabio-Ubaldini, collana: Civiltà dell'Oriente, pp 172. ISBN 978-88-340-1546-9
- La mente e la via. Riflessioni buddhiste sulla vita, Astrolabio-Ubaldini, collana: Civiltà dell'Oriente, pp. 192. ISBN 978-88-340-1243-7
- La mente silenziosa. Discorsi e dialoghi di un maestro theravada occidentale, Astrolabio-Ubaldini, collana: Civiltà dell'Oriente, pp. 152. ISBN 978-88-340-0986-4
- Lasciar andare il fuoco. Gli insegnamenti di un monaco buddhista, - prefazione di Jack Kornfield, Astrolabio-Ubaldini, collana: Civiltà dell'Oriente, pp. 96 ISBN 978-88-340-1052-5